# Patrice Halimi
Pour les articles homonymes, voir Halimi.
Patrice Halimi, né à Marseille le 14 août 1966, est chirurgien orthopédiste pédiatre à Aix-en-Provence. Il a publié en 2015 "La Grande Détox : comment éviter les poisons du quotidien" aux éditions Calmann Levy. 
Il est également médecin référent du Club Provence Rugby et médecin de match pour le top 14. 

## Biographie

### Origines familiales et études
Ayant passé son enfance à Vitrolles, il fait ses classes de collège et lycée dans le 15e arrondissement de Marseille. À 16 ans, il obtient le bac C avec mention et décide de faire médecine pour « être utile ». Après avoir fait ses études à la faculté de médecine de Marseille, il entre à l’internat de chirurgie à Lille. En 1997, il devient docteur en médecine spécialisé en chirurgie générale. Au cours des deux années suivantes, il obtient un DEA en biomécanique à Paris et un diplôme d’études spécialisées complémentaires en chirurgie infantile à Lille.
Dans le même temps, il obtient une licence de Philosophie politique et suit des cours au centre culturel jésuite de la Baume-les-Aix.
Ayant commencé le rugby au lycée, il a pratiqué ce sport pendant plusieurs années.

### Parcours professionnel
Après une expérience en chirurgie cardio-vasculaire au cours de son internat, il se consacre entièrement à l’orthopédie et à la chirurgie pédiatrique. En 1997, il est nommé chef de clinique des universités-assistant des hôpitaux de Lille.
Depuis 2000, il exerce en tant que chirurgien-pédiatre à la clinique de l'Étoile à Aix-en-Provence.
Depuis 2013, il est le médecin référent de l'équipe de rugby d'Aix-en-Provence : Provence rugby.
L'une de ses principales préoccupations depuis plusieurs années est de limiter l'exposition de ses jeunes patients aux rayons ionisants des radiographies. Récemment interviewé par La Provence, il expliquait sa joie d'avoir vu la Clinique de l'Etoile où il exerce se doter d'un appareil permettant de limiter les radios : l'EOS. "Depuis cette année, j'ai la chance de pouvoir disposer d'un de ces appareils pour le suivi de mes patients. A la place d'une radio, un cliché EOS, en plus d'être plus précis permet de diviser par 45 la dose de rayons ionisants. Un examen du rachis avec l'EOS équivaut au rayonnement d'une semaine de vie sur terre contre six mois pour une radio. C'est une nette avancée !" déclare le médecin dans un dossier dédié à la radiologie médicale.
Il a réalisé une première mondiale pour soigner le pied bot de l'enfant à Aix-en-Provence en février 2018 . 
En 2023, il est médecin de match de la Coupe du Monde de Rugby 2023. 

### Engagement associatif
En 2007, il décide de s'engager dans l'associatif en fondant l'Association Santé Environnement Provence. L'année suivante, il conduit, avec le Dr Pierre Souvet, une étude d'imprégnation nationale sur la pollution des fleuves aux PCB aux côtés du WWF.
À partir de là, l'association devient une fédération nationale: l'Association Santé Environnement France (ASEF) - composée exclusivement de professionnels de santé. Le Dr Halimi en est le cofondateur.
En mars 2009, l'ASEF rend publique une étude nationale sur la qualité de l'air intérieur des crèches. Quelques mois après, ce sont les lits bébés qui sont passés au crible.
En décembre 2009, il participe au sommet des Nations unies sur le climat de Copenhague.
En juin 2010, le Dr Halimi dirige une expérience en partenariat avec France 3 visant à mesurer les différences entre « Bio » et « Discount ». Il est invité sur le plateau d'Élise Lucet pour présenter les résultats.
À partir de 2011, il décide d'arrêter le « global abstrait » et initie de nombreuses actions locales et concrètes. Dans ce cadre, il lance une enquête sur l'impact de la pollution de l'air sur les bébés promenés en poussette. Dans le même temps, l'association publie les résultats d'une étude sur le bien-être des Aixoises et des Aixois. Les résultats montrent que les problèmes de transports (embouteillage, bruit, pollution) sont une « gêne quotidienne ». Des résultats qui donnent l'idée au Dr Halimi de lancer un nouveau sondage. Cette fois, il demande aux Aixois ce qu'ils attendent d'un réseau de transports. Le 1er décembre 2011, les réponses ont été présentées lors d'une conférence au Palais des Congrès d'Aix intitulé « Le Mal des transports: une pathologie aixoise ». Pour l'occasion, l'association avait réalisé deux films : l'un comparant les trajets de deux aixoises (l'une en bus et l'autre en voiture) et le second faisant un tour de France des transports en commun.
Lorsqu'il était porte-parole de l'Association Santé Environnement France, il s'est beaucoup exprimé dans les médias sur différents sujets tels que la pollution de l'air, sur l'alimentation, les gaz de schisteou encore sur la qualité de l'air intérieur.
En mars 2015, il a publié aux éditions Calmann-Lévy, un ouvrage intitulé La Grande Détox : comment éviter les poisons du quotidien. L'enjeu de l'ouvrage est de permettre à chacun d'adapter son mode de vie, en fonction de ses priorités et de ses contraintes propres. « Il y a toujours une solution adaptée à chacun pour diminuer les risques. Par exemple, pour les produits de beauté, je recommande les cosmétiques éco ou bio labellisés. Mais, si on n’a pas envie, on peut commencer par éviter les déodorants avec des parabènes et des sels d’aluminium » explique le Dr Halimi.
Au printemps 2018, il a co-fondé le site www.merenaturespeaking.fr qui a pour but de sensibiliser les futurs parents aux polluants qui peuvent se cacher dans leur quotidien et dans celui de bébé.

### Engagement politique
En 2009, à la suite de l'annulation des élections municipales d'Aix-en-Provence, Patrice Halimi et d'autres Aixois ont lancé un « Pacte écologique pour Aix », dans l’esprit de ce qu'avait fait Nicolas Hulot lors des dernières élections présidentielles. L'objectif était de faire des problématiques de développement et de santé-environnement une priorité des élus. Ce pacte a été signé par la totalité des candidats à la mairie d'Aix-en-Provence.
En décembre 2009, il a refusé d'être tête de liste régionale pour le MoDem.
En 2010, il fut adhérent d'Europe Écologie Les Verts pendant un an. Il décide de stopper toute activité politique en 2012 pour de nouveau se consacrer à son engagement associatif.